# Andreas Bübl
Andreas Bübl (* 29. November 1968 in Wien) ist ein österreichischer Fotograf, Filmemacher, Autor und bildender Künstler.

## Leben
Geboren und aufgewachsen in Wien besuchte Andreas Bübl zunächst die Volksschule und danach das Sigmund-Freud-Gymnasium in Wien-Leopoldstadt. Nach einer technischen Ausbildung an der HTL Donaustadt und der Berufsschule für Nachrichtentechnik und Informatik begann er seine berufliche Laufbahn in der Telekommunikationsbranche.
Er fotografierte bereits seit seiner Kindheit und als Autodidakt beschäftigte er sich ab 2009 intensiv mit der künstlerischen Fotografie.
Im Jahr 2011 gründete er das karitative Kunstprojekt „Project Heartbeat“, um Kinder mit angeborenen Herzfehlern zu unterstützen.
Neben seinen Ausstellungstätigkeiten ist Bübl als Bildautor tätig. Seine Arbeiten bestehen im Wesentlichen aus Porträts und inszenierter Fotografie.

## Mitgliedschaften
Andreas Bübl ist ordentliches Mitglied der Berufsvereinigung der bildenden Künstler Österreichs.

## Publikationen
- Andreas Bübl: Posing: Das Handbuch für Fotograf*innen. Rheinwerk Verlag, 2024, ISBN 9783836295147.
- Andreas Bübl: STUDIO - Licht-Setups und Bildideen für gelungene Porträts. 2. Auflage. Rheinwerk Verlag, 2022, ISBN 9783836288859.
- Andreas Bübl: Fotoshootings von A bis Z. Rheinwerk Verlag, 2021, ISBN 9783836279352.
- Andreas Bübl, Hannes Caspar, Anna Försterling, Sascha Hüttenhain, Sacha Leyendecker: Aktfotografie – Die große Fotoschule. Rheinwerk Verlag, 2020, ISBN 9783836276177.
- Andreas Bübl: STUDIO - Licht-Setups und Bildideen für gelungene Porträts. Rheinwerk Verlag, 2017, ISBN 9783836243209.
- Ute AnneMarie Schuster, Andreas Bübl: Ein Lächeln für die Liebe. Verlag Art of Arts, 2012, ISBN 9783864830143.

## Auszeichnungen
- 2022: Deutscher Fotobuchpreis in Bronze für Fotoshootings von A bis Z[3]
- 2013: Staatsmeister der Fotografie (Sparte Digital) des Verbandes Österreichischer Amateurfotografen-Vereine (VÖAV)[4]
- 2013: Eine der Silbermedaillen des Trierenberg Super Circuits (Linz/Österreich) im Themenbereich: „Images Experimental“[5]
- 2012: Eine der Goldmedaillen des Trierenberg Super Circuits (Linz/Österreich) im Themenbereich: „Emotions-Human Relations“[6]

## Ausstellungen (Auswahl)
- 2013: Wien, Reflexia, „E.MOTION“
- 2012: Linz, Neues Rathaus, „Die besten Dias der Welt“[7]
- 2012: Wien, Justizzentrum Wien Mitte, „Kunst zu Recht“[8]
- 2012: Wien, Alte Schieberkammer, „Kunst in Bewegung“
- 2012: Wien, Schloss Schönbrunn, „Kunstsalon Schönbrunn“[9]
- 2012: Linz, LFKK / AKH Linz, „Project Heartbeat Finale“
- 2011: Ottenschlag, Schloss Ottenschlag, „Advent im Schloss“
- 2011: Wien, Galerie purpur19, „Auftakt Project Heartbeat“[10]